# Werauhia ororiensis
Werauhia ororiensis là một loài thuộc chi Werauhia. Đây là loài bản địa của Costa Rica.